# Ivan Maussion
Pour les articles homonymes, voir Maussion.
Ivan Maussion, né le 7 septembre 1951 à Nantes et mort le 27 février 2020 à Paris, est un décorateur de cinéma français. Il a été le chef décorateur de plus de 75 films, 1 500 films publicitaires, 25 pièces de théâtre et 100 clips.
Il a signé les décors de 12 films nommés aux Oscar, au Festival de Cannes et aux César, En 1997, il a reçu le César du meilleur décor pour le film Ridicule de Patrice Leconte.

## Biographie
Il meurt le 27 février 2020 à la suite de la chute d'un arbre déraciné par la tempête, alors qu'il circulait en voiture à la hauteur du musée du Quai Branly, à Paris.

## Filmographie en tant que Chef Décorateur
- 1979 : Nous maigrirons ensemble de Michel Vocoret
- 1979 : Rien ne va plus de Jean-Michel Ribes
- 1979 : Le Calvaire d'un Jeune Homme Impeccable de Victor Vicas (TV)
- 1980 : Les Brigades du Tigre , " SOS Tour Eiffel". (TV)
- 1980 : Les Brigades du Tigre, "Le Complot". (TV)
- 1980 : Les Brigades du Tigre, "Le Vampire des Carpates". (TV)
- 1980 : Les Brigades du Tigre, "Made in USA". (TV)
- 1980 : Les Brigades du Tigre, "Le Réseau Brutus". (TV)
- 1980 : Les Brigades du Tigre, "Le Temps des Garçonnes". (TV)
- 1981 : Viens chez moi, j'habite chez une copine de Patrice Leconte
- 1981 : Samantha de Victor Vicas (TV)
- 1982 : Ma femme s'appelle reviens de Patrice Leconte
- 1982 : La Côte d'amour de Charlotte Dubreuil
- 1983 : J'ai épousé une ombre de Robin Davis
- 1983 : Les Mots pour le dire de José Pinheiro
- 1984 : La Diagonale du fou  de Richard Dembo (Oscar du meilleur film étranger)
- 1985 : Les Spécialistes de Patrice Leconte
- 1985 : Trois hommes et un couffin de Coline Serreau
- 1985 : Moi vouloir toi de Patrick Dewolf
- 1986 : Nuit d'ivresse de Bernard Nauer
- 1986 : Les Frères Pétard de Hervé Palud
- 1987 : Tandem de Patrice Leconte
- 1988 : A Soldier's Tale de Larry Parr
- 1989 : David Lansky, "Hong Kong sur Seine" (TV)
- 1989 : David Lansky, "Le Gang des Limousines" (TV)
- 1989 : David Lansky, "Prise d'Otage" (TV)
- 1989 : David Lansky, "L'enfant Américain" (TV)
- 1989 : Monsieur Hire de Patrice Leconte
- 1990 : Rendez-vous au tas de sable de Didier Grousset
- 1990 : Le Mari de la coiffeuse de Patrice Leconte
- 1991 : L'Entraînement du champion avant la course de Bernard Favre
- 1992 : La Gamine de Hervé Palud
- 1993 : Tango de Patrice Leconte
- 1994 : Le Parfum d'Yvonne de Patrice Leconte
- 1994 : Le Mangeur de lune de Dai Sijie
- 1994 : Un Indien dans la ville de Hervé Palud
- 1996 : Les Grands Ducs de Patrice Leconte
- 1996 : L'Échappée belle d'Étienne Dhaene
- 1996 : Ridicule de Patrice Leconte (César Meilleur Réalisateur, César Meilleur décors)
- 1997 : Tout doit disparaître de Philippe Muyl
- 1997 : Ecchymose
- 1998 : Une chance sur deux de Patrice Leconte
- 1998 : Mookie de Hervé Palud
- 1999 : La Fille sur le pont de Patrice Leconte
- 2000 : La Veuve de Saint-Pierre de Patrice Leconte
- 2001 : Macadam Sauvage de Patrick Jamain (TV)
- 2001 : Générations Braqueurs de Patrick Jamain (TV)
- 2001 : Félix et Lola de Patrice Leconte
- 2002 : Rue des plaisirs de Patrice Leconte
- 2002 : Mille millièmes de Rémi Waterhouse
- 2002 : L'Homme du train de Patrice Leconte
- 2002 : Quelqu'un de bien de Patrick Timsit
- 2004 : Albert est méchant de Hervé Palud
- 2004 : Confidences trop intimes de Patrice Leconte
- 2004 : Head in the Clouds de John Duigan
- 2005 : Marc Eliot, "Tant qu'il y aura des Flics" (TV)
- 2005 : Marc Eliot, "C'est Votre Enfant", (TV)
- 2005 : Marc Eliot, "Tes pères et Mères tu honoreras", (TV)
- 2005 : Marc Eliot, "L'Amour en Cavale", (TV)
- 2005 : Marc Eliot, "Une Jeune Femme Pauvre", (TV)
- 2005 : Marc Eliot, "Quatre Cents Suspects", (TV)
- 2005 : Mort à l'écran de  Alexis Ferrebeuf et Jonathan Ferrebeuf.
- 2006 : Les Bronzés 3 - Amis pour la vie de Patrice Leconte
- 2006 : Mon meilleur ami de Patrice Leconte
- 2008 : La Guerre des Miss de Patrice Leconte
- 2009 : Victor de Thomas Jillou
- 2009 : La Folle Histoire d'Amour de Simon Eskenazy de Jean-Jacques Zilbermann
- 2010 : Tout ce qui brille de Géraldine Nakache et Hervé Mimran
- 2011 : Voir la Mer de Patrice Leconte
- 2014 : Une Promesse de Patrice Leconte
- 2014 : Une Heure de Tranquillité de Patrice Leconte